# Fittja kyrka

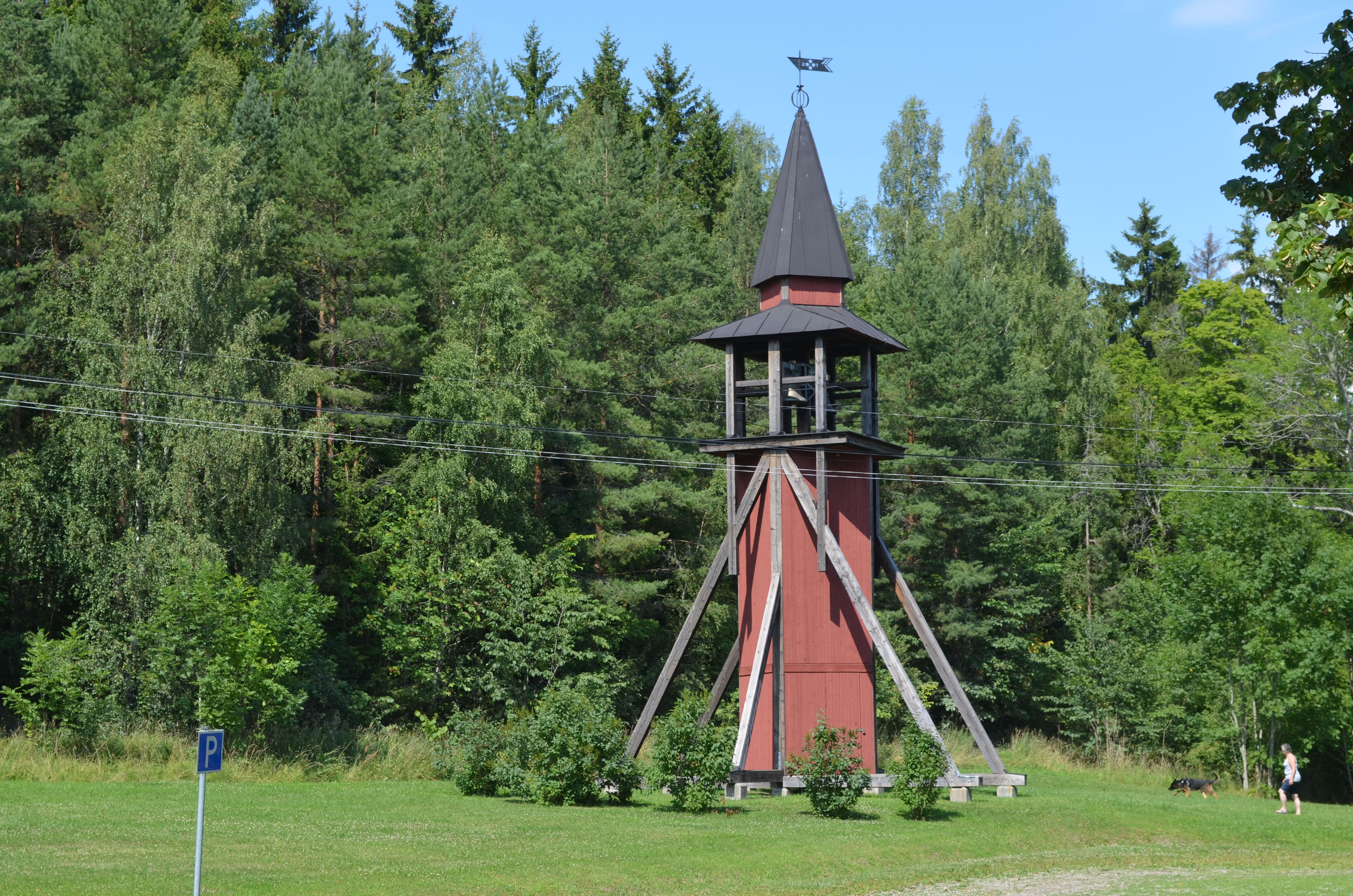
klockstapel

Fittja kyrka är en kyrkobyggnad i Fittja socken som tillhör Lagunda församling i Uppsala stift. Kyrkan ligger i Fittja kyrkby vid södra sidan av Lårstaviken som ingår i Ekoln och Mälaren. Omkring 2½ mil åt sydväst ligger Enköping. Vid norra sidan av Lårstaviken ligger Viks slott som är känt sedan 1200-talet och en av Sveriges bäst bevarade borgar från senmedeltiden. I trakten finns gott om slott och herresäten och även rikligt med fornlämningar.
Trehundra meter väster om kyrkan, på en trädbevuxen backe, står en klockstapel som är byggd åren 1767-1768. Stapeln är brädklädd och har spåntäckt huv med lanternin och tornspira. Redan 1632 fanns en klockstapel på platsen.

## Kyrkobyggnaden
Fittja kyrka har medeltida ursprung och består av långhus med tresidigt kor i öster. Väggarna är huvudsakligen uppförda av kluvna gråstensblock med inslag av tegel i övre partierna, i gavlarnas rösten samt i koret. Den rektangulära salbyggnaden smalnar av något mot öster. Ingången är sedan medeltiden förlagd till långhusets södra vägg och har en port byggd av breda plankor med medeltida ringbeslag. En medeltida portal har även funnits i västra kortväggen. Norr om koret finns en vidbyggd sakristia med valmat tak. Långhuset täcks av ett brant sadeltak av spån som är valmat över koravslutningen. Hela kyrkan är putsad och målad i gult. Kyrkan har rik utsmyckning i form av blinderingar på västgaveln och blinderingsfriser på långsidor och kor, vilket är ovanligt för en landskyrka. I västgavelns blinderingar syns ornerade tegelplattor av en typ som är mycket ovanlig i Sverige. Enligt medeltida tradition saknar norra långväggen fönsteröppningar. Några medeltida kalkmålningar har aldrig påträffats. Däremot har rester av en målning i renässansstil påträffats nära predikstolen. En draperimålning från senare tid är bevarad. Långhusets båda stjärnvalv och korets ribbvalv är liksom väggarna vitkalkade. En sluten bänkinredning från 1600-talet finns ännu kvar.

### Tillkomst och medeltida ombyggnader
Ursprungliga kyrkan är troligen uppförd på 1200-talet och sannolikt byggd i romansk stil med ett kor smalare än långhuset. Större delen av nuvarande långhus finns kvar från denna tid. Även sakristian kan vara av tidigt ursprung. Någon gång på 1300-talet eller 1400-talet förlängdes kyrkan mot öster och det nya koret fick en rak östvägg. Vid slutet av 1400-talet byggdes nuvarande kor med tresidig avslutning. Samtidigt höjdes långhusets väggar med tegel och fick blinderingsfriser. Västra gaveln höjdes upp med brädor, vilket är mycket ovanligt. Eventuellt hade man planer på att bygga ett torn framför västra fasaden. Södra portalen förstorades och fick en tegelomfattning med två språng. Den numera igensatta västportalen kan ha tillkommit samtidigt. Kyrkorummets tak försågs med stjärnvalv av tegel som troligen ersatte ett plant innertak av trä. Frånvaron av puts på västgavelns insida antyder att tidigare innertak var plant och inte ett tunnvalv eller en öppen takstol.

### Senare ombyggnader
Fönstret i långhusets västra kortsida togs upp 1760. 1781 rappades och vitlimmades kyrkan. 1785 byggdes en ny sakristia norr om koret. 1868 revs vapenhuset vid södra sidan. Samma år upphörde kyrkan att vara gudstjänstlokal och stod öde några decennier. Åren 1924 till 1925 genomfördes en omfattande renovering efter program av arkitekt Sven Brandel, varpå kyrkan återinvigdes. De flesta inventarier hade sålts 1868 och nya fick införskaffas till återinvigningen 1925. Samma år byggdes läktaren i väster. 1938 installerades elektrisk uppvärmning. En restaurering genomfördes åren 1955-1956 efter program av arkitekt Harald Thafvelin. Väggen bakom det rivna vapenhuset putsades och hela kyrkan fick sin nuvarande gula färg. Kyrkorummets väggar och valv rengjordes och vitkalkades. Äldre fönster och ingångar togs fram och markerades i putsen. Södra portalen försågs med innerdörrar som ritats av Olof Malmfors, Sundsvall.
Den 24 juli 1997 förstördes den gamla klockstapeln efter åsknedslag. En ny klockstapel byggdes på en plats betydligt närmare kyrkan.

## Inventarier
- I koret södra del finns dopfunten som härstammar från kyrkans äldsta tid. Funtens släta cuppa av grå sandsten är av 1200-talstyp och har uttömningshål. Foten i medeltida stil är nytillverkad 1951. Dopfunten saknar ornament. När kyrkan var övergiven användes cuppan som blomkruka på en av traktens gårdar.
- Ett dopfat av mässing i barockstil är skänkt till kyrkan 1956.
- Vid norra korväggen finns predikstolen, som är tillverkad tidigt på 1800-talet. Predikstolen är målad i ljusgrått och har förgyllda ornament. Tidigare fanns predikstolen i Helga Trefaldighets kyrka i Uppsala men köptes in 1925 till Fittja kyrka. Den tidigare predikstolen skänktes 1688 till kyrkan av Pontus de la Gardie, men såldes 1895 till Hjälsta kyrka.
- Altaruppsatsen tillverkades 1790 av Johan Ahlberg.
- Ett orgelharmonium av brun ek med 19 stämmor är anskaffat 1929 och tillverkat av Östlind & Almqvist.
- Nuvarande nattvardskärl skänktes till kyrkan 1937.
- En mässhake av svart sammet med silverdekor skänktes till kyrkan 1831. Vid en auktion 1870 såldes mässhaken till Hjälsta kyrka. 1951 återbördades mässhaken till Fittja kyrka. En mässhake av blad- blommönstrad röd sidenbrockad skänktes till kyrkan 1925. En mässhake av oblekt linne med blått kors skänktes till kyrkan på 1950-talet.
- I klockstapeln hänger två kyrkklockor. I den klockstapel som brann 1997 fanns en storklocka, omgjuten 1766 av Gerhard Meyer och en lillklocka omgjuten 1816 av Johan Jacob Granberg. Båda dessa förstördes i klockstapelns brand den 24 juli 1997. I den nya klockstapeln från 2001 hänger två nygjutna klockor.

### Webbkällor
- anläggningspresentation
- Upplandia.se